# Fruit Ninja
Fruit Ninja ist ein Geschicklichkeits- und Arcade-Computerspiel, das von Halfbrick entwickelt wurde und erstmals am 21. April 2010 für iOS veröffentlicht wurde und später für weitere Smartphone-Betriebssysteme wie Android, Windows Phone, Bada und Symbian und Webanwendungen veröffentlicht wurde. Später wurde neben den Touchscreen-Varianten auch an welchen für Bewegungssteuerung und virtuelle Realität gearbeitet.
In dem Spiel muss der Spieler Früchte zerschneiden, die in die Luft geworfen werden, indem er mit seinen Fingern über den Touchscreen des Geräts streicht oder durch Bewegungssteuerung Arme und Hände benutzt. Es bietet mehrere Spielmodi, Ranglisten und einen Mehrspielermodus.

## Spielprinzip

### Funktionsweise und Steuerung
Aufgabe in Fruit Ninja ist es, in unregelmäßigen Abständen auftauchende Früchte durch eine Schneidebewegung mit einer virtuellen Klinge zu zerschneiden. Dafür wird je nach Betriebssystem und Peripherie der Touchscreen, die Maus oder eine Bewegungssteuerung verwendet. Für jede erwischte Frucht erhält der Spieler einen Punkt.
Ziel ist es, möglichst viele Punkte in der vorgegebenen Zeit zu erreichen. Allerdings erscheinen auch Bomben auf dem Spielfeld, die explodieren, wenn man sie zu zerteilen versucht (es sei denn, Bombenabwürfe werden benutzt). Schafft es der Spieler nicht, drei Früchte zu durchtrennen, bevor diese verschwunden sind, so kommt es zu einem Game over.
Zusätzliche Punkte werden für das Schneiden mehrerer Früchte mit einem Streich („Combos“ genannt) vergeben und Spieler können zusätzliche Finger verwenden (Multi-Touch-Screen), um mehrere Züge gleichzeitig zu machen. Bei dem Erreichen von Punkten, die ein Vielfaches von einhundert sind (d. h. 100, 200, 300 usw.), erhält der Spieler ein zusätzliches Leben, sofern nicht schon ein Stück Obst verpasst wurde.

### Früchte
Zu den Standardfrüchten zählen unter anderem Äpfel, Erdbeeren, Bananen und Kokosnüsse.
Im Classic- und Arcade-Modus werden gelegentlich spezielle Granatäpfel auf den Bildschirm geworfen. Die Spieler können diese mehrmals abschneiden, um Extrapunkte zu erhalten. In ähnlicher Weise erscheint manchmal eine extrem seltene Drachenfrucht im klassischen Modus, die, wenn sie in Scheiben geschnitten wird, den Spielern fünfzig Punkte verleiht. Im Arcade-Modus werden spezielle Bananen hinzugefügt, die einzigartige Boni wie Verdoppelungspunkte für eine begrenzte Zeit haben und die Menge an Früchten auf dem Bildschirm erhöhen oder die Bewegung aller Früchte für eine kurze Zeit verlangsamen. Sternfrüchte gelten als Währung für Power-Ups.

### Spielmodi
Fruit Ninja lässt sich in den folgenden Spielmodi spielen:
- Classic: Der normale Spielmodus, in dem der Spieler so lange spielt, bis er durch verpasste Früchte oder Bomben verloren hat. Dabei erhöht sich der Schwierigkeits- und Schnelligkeitsgrad mit steigender Punktzahl.
- Zen: Hier müssen in eineinhalb Minuten so viele Punkte wie möglich gesammelt werden und es erscheinen keine Bomben.
- Arcade: Hier kann man sich eine Minute lang austoben und versuchen, eine möglichst hohe Punktzahl zu erreichen. Zu dem Standardobst werden spezielle Bananen hinzugefügt, die einzigartige Boni wie Verdoppelungspunkte für eine begrenzte Zeit haben und die Menge an Früchten auf dem Bildschirm erhöhen oder die Bewegung aller Früchte für eine kurze Zeit verlangsamen. Es gibt auch Bomben, die 10 Punkte vom Spielstand des Spielers abziehen.
- Survival: Hierbei stellen immer mehr Obstkanonen den Spieler unter Druck, möglichst lange zu überleben (nur in der VR-Version).
- Festival-Modus: Hierbei kann der Spieler gegen die künstliche Intelligenz des Spiels antreten, indem er mit Gold-Äpfeln bezahlt, um einen KI-Spieler herauszufordern.

### Spielupdates

#### Gutsu’s Cart
Als Fruit Ninja seinen zweiten Geburtstag feierte, veröffentlichte Halfbrick ein Update mit einem neuen Feature namens Gutsu’s Cart, das aus zwei Charakteren besteht, einem Schwein namens Trüffel und einem Menschen namens Gutsu. In den verschiedenen Modi des Spiels lässt sich die Sternfrucht verdienen, um Gegenstände in Gutsus Warenkorb zu kaufen. Es gibt drei käufliche Gegenstände, die im Spiel verwendet werden:
- Berry Blast lässt aufgeschnittene Erdbeeren explodieren und gibt dem Spieler fünf Extrapunkte,
- Peachy Times sorgt dafür, dass wenn man im Zen- oder Arcade-Modus einen Pfirsich schneidet, der Spieler zwei zusätzliche Sekunden Zeit erhält.
- Bomb Deflect (Bombe ablenken) sorgt dafür, dass der Spieler Bomben ablenken kann, wenn er sie versehentlich schneidet. Eine Sternfrucht kann nach jedem Spiel erhalten werden und entwickelt sich proportional zur Punktzahl oder durch Schneiden der halb-seltenen Sternfrucht.[4]

#### Power-Ups, Items, Computergegner und Minispiele
Im fünften Jubiläumsupdate von Fruit Ninja wurde Gutsu’s Cart entfernt und stattdessen durch ein Power-Up-Menü ersetzt, das Sternfrüchte verwendete, um die drei Power-Ups im Spiel zu kaufen. Berry-Blast-Power-Ups wurden auf 120 Sternfrüchte, Peachy-Times-Power-Ups auf 100 Sternfrüchte und Bomb-Deflect-Power-Ups auf 80 Sternfrüchte festgesetzt. Darüber hinaus hatten bestimmte Dōjōs und Klingen unterschiedliche Effekte, die sich auf die Spielmodi Classic, Arcade und Zen beziehen.
Es wurde auch ein neuer Festival-Modus hinzugefügt, bei dem Spieler gegen die künstliche Intelligenz des Spiels antreten konnten, indem sie Gold-Äpfel bezahlten, um einen KI-Spieler herauszufordern. Ebenfalls wurden Minispiele hinzugefügt, um die Fähigkeiten von Neulingen und Experten gleichermaßen herauszufordern.

### Mehrspieler
Multiplayer-Gameplay wird auf iOS-Geräten über Apples Game-Center-Anwendung unterstützt. Es ermöglicht konkurrenzfähiges Gameplay und bietet Ranglisten und Erfolge. Bei Multiplayer-Matches werden die Klingen und Früchte des Spielers blau markiert, während die des Gegners rot hervorgehoben sind. Weiß umrissene Früchte gelten als neutral und können von beiden Spielern beansprucht werden. Weiß umrissene Früchte sind drei Punkte wert. Die Spieler müssen ihre eigene Frucht in Scheiben schneiden, während sie die Früchte ihres Gegners meiden. Die iPad-Version des Spiels bietet verbesserte Grafik und unterstützt auch den lokalen Mehrspielermodus, bei dem der Bildschirm in zwei Hälften geteilt wird (Split Screen) und jeder Spieler die Hälfte des Bildschirms steuert. Spieler können ihren Highscore auch über OpenFeint, Twitter und Facebook teilen (Social gaming).

## Entwicklung und Veröffentlichung

### Konzeption und Marketing
Luke Muscat, Lead Designer für Fruit Ninja, erklärte, dass er die Einzigartigkeit der Touch-Screen-Plattformen und den kurzen Entwicklungszyklus als Motivation empfunden habe, für Halfbrick das Spiel zu entwickeln. Das Spiel selbst entstand bei einem Brainstorming und wurde daraufhin weiterentwickelt und als Indie-Spiel über mehrere Vertriebskanäle vermarktet. Phil Larsen erklärte, dass aufgrund der schnellen Freigabe von iOS-Anwendungen eine andere Marketingstrategie erforderlich sei. So könnte ein Toptitel in den Charts bereits nach wenigen Tagen ohne einen richtigen Backup-Plan abfallen und in Vergessenheit geraten. Daher sei es wichtig, durch Updates und Pressemitteilungen attraktiv bei den (potenziellen) Kunden zu bleiben.

### Smartphone- und Tablet-Erfolg
Das Spiel wurde am 21. April 2010 erstmals für iPod-Touch- und iPhone-Geräte veröffentlicht und erschien am 12. Juli 2010 auch für das iPad. Am 17. September 2010 folgte eine Version für Android-Geräte und am 22. Dezember 2010 eine für Windows-Phone-Geräte. Am 2. November 2010 wurde ein Arcade-Modus für Fruit Ninja angekündigt, der die Spieldynamik anpasste, und wurde zwei Tage später veröffentlicht.
Im Dezember 2010 wurden kostenlose Lite-Versionen von Fruit Ninja und Fruit Ninja HD für iOS-Geräte veröffentlicht und dienen als Demo-Versionen des Spiels. Das Spiel wurde am 22. Dezember 2010 auch für Windows Phone 7 veröffentlicht. Am 21. Januar 2011 wurde ein Update für die Android-Version des Spiels veröffentlicht, das Arcade-Modus, Bestenlisten und eine Eisklinge zum Spiel hinzufügte.
Im März 2011 wurden Versionen für Samsungs Bada und Nokias Symbian veröffentlicht. Eine Spin-off-Ausgabe des Spiels mit dem Titel Fruit Ninja: Der gestiefelte Kater als Widmung zu DreamWorks’ Animationsfilm Der gestiefelte Kater wurde auf verschiedenen Geräten veröffentlicht.
Der Free-to-play-Game-Port wurde im April 2011 als Beta veröffentlicht, und Halfbrick beschrieb es als „60-Sekunden-Gameplay mit vielen Powerups, Freischaltungen und Errungenschaften“.
Im April 2018 kündigten die Entwickler Fruit Ninja Fight an, ein eigenes Mehrspielerspiel, und veröffentlichten dafür eine Demo-Version im Google Play Store.

### Webbasierte Umsetzungen
Im März 2011 kündigte Halfbrick einen Facebook-Port des Spiels namens Fruit Ninja Frenzy an. Die Facebook-Version erhielt mehrere Updates und war ab dem 18. November 2012 verfügbar, bis das Spiel am 30. November 2013 unterging.

### Desktop-Ports
Fruit Ninja wurde am 7. Juni 2012 auch als Windows-8-App veröffentlicht. Im Juni 2018 wurde eine Version für Google Chrome OS veröffentlicht. Im März 2012 gab HalfBrick eine Partnerschaft mit BlueStacks bekannt, um Fruit Ninjas Android-App weltweit für Microsoft Windows verfügbar zu machen. Das Programm verzeichnete in den ersten 10 Tagen über eine Million Downloads.

### Bewegungssteuerung mittels Kinect
Kurz vor der E3 2011 wurde Fruit Ninja Kinect für die Xbox 360 im Xbox LIVE Arcade (XBLA) Marketplace am 10. August 2011 veröffentlicht und nutzt dabei Kinect für die Bewegungssteuerung. Es war damit das erste XBLA-Spiel, das den Motion-Sensing-Kinect-Controller verwendete. Um das Xbox-360-Spiel zu fördern, wurde ein Gutschein-Token für Fruit Ninja Kinect in die Verkaufsverpackung von The Gunstringer aufgenommen, einem separaten Kinect-Titel, der von Twisted Pixel Games entwickelt wurde.
Fruit Ninja Kinect erhielt seinen ersten zusätzlichen herunterladbaren Inhalt (DLC) am 24. August 2011 und erhielt später weitere DLC-Inhalte. Im Jahr 2012 gewann Fruit Ninja Kinect „Casual Game des Jahres“ von den 15 jährlichen Interactive Achievement Awards und es wurde in den Top 10 der meistverkauften XBLA-Spiele aller Zeiten eingestuft. Am 18. März 2015 wurde Fruit Ninja Kinect 2 von Halfbrick für die Xbox One veröffentlicht. Neben dem Inhalt des ursprünglichen Kinect-Spiels bietet die FNK2-Version neue Spielfunktionen, wie Ninja Dodge, Strawberry Strike, Bamboo Strike und Apple Range. Im Party- und im Battle-Modus können sich bis zu vier Spieler im Multiplayer-Kampf zusammenschließen.

### Virtual Reality
Am 7. Juli 2016 wurde Fruit Ninja VR für die HTC Vive im Early-Access-Programm von Steam veröffentlicht. Am 20. Dezember 2016 wurde außerdem eine Version für die PlayStation VR veröffentlicht. Zuvor erschien auch eine Version für die Oculus Rift. Beim Erscheinen des Standalone-VR-Headsets Oculus Quest am 21. Mai 2019 gehörte Fruit Ninja VR zu den ersten verfügbaren Spielen. Wie auch bei der Kinect-Version, steuert man hier durch Bewegungssteuerung ein virtuelles Katana, um die Früchte zu zerkleinern.

### Sonstige Umsetzungen und Anwendungen
Es existieren des Weiteren Versionen mit alternativen Namen, wie Fruit Ninja HD auf dem iPad, Fruit Ninja THD für Nvidia-Tegra-2-basierte Android-Geräte, Fruit Ninja VR für Virtual Reality und eine Arcade-Version namens Fruit Ninja FX.
Mitte 2011 erschien eine Spielhallenversion mit dem Titel Fruit Ninja FX. Die iPad-Version von Fruit Ninja wurde zur Rehabilitation von Schlaganfallpatienten eingesetzt.

## Rezeption

### Kritiken
Das Spiel wurde von der Community und den Kritikern überwiegend positiv aufgenommen. So erreichte das Spiel eine Punktzahl von 75 von 100 (basierend auf 12 Bewertungen) auf Metacritic und 87 von 100 Punkten (basierend auf 5 Bewertungen) auf GameRankings. Das Spiel befand sich in zahlreichen Chart- und Downloadlisten für Mobile Apps.
So wird meist das einfache, spaßige und lustige Spielprinzip mit einer witzigen Grafik und flotten Steuerung gelobt, das süchtig macht und die Technologien Touchscreen und Bewegungssteuerung innovativ nutzt. Zudem ist das Spiel gut als Casual Game geeignet, da es mobil gut zur Überbrückung von Langeweile und Wartezeiten verwendet werden kann.
Weiterhin werden die Unterstützung und die vielen Updates von Halfbrick, der Online-Multiplayer, die vielen Erfolge und Bestenlisten gelobt, die den Erfolg des Spiels stark beeinflussten. Einige Kritiker empfanden den Schwierigkeitsgrad des Spiels als uneinheitlich. Als Grund für den finanziellen Erfolg werden neben dem Suchtfaktor die niedrigen Anschaffungskosten genannt.
Das Bewertungssystem und die Schwierigkeit des Spiels wurden jedoch gemischt bewertet. So fand unter anderem Chris Reed von Slide to Play, dass es eine Option geben sollte, die Schwierigkeitskurve des Spiels zu erhöhen. Andrew Nesvadba von App Spy fand unter anderem, dass die Fähigkeit, einen Highscore zu schlagen, schwieriger wurde, da die Bonusgegenstände zufällig waren. James Pikover von GameZone, Geoff Gibson von DIYGamer und Levi Buchanan von IGN lobten die Möglichkeit des Spiels, die Punkte über Facebook und Twitter zu teilen.

### Verkaufszahlen
Die iOS-Version von Fruit Ninja verkaufte sich im ersten Monat über 200.000 Mal und nach drei Monaten über eine Million mal. Im September 2010 waren es bereits über 2 Millionen verkaufte Einheiten und im Dezember 2012 über vier Millionen. Im Mai 2012 erreichte die App über 300 Millionen Downloads und war auf einem Drittel aller US-amerikanischen iPhones installiert. 2015 wurde die App bereits über eine Milliarde Mal heruntergeladen. Die Xbox-Live-Arcade-Version wurde im ersten Kalenderjahr über 739.000 Mal verkauft.

## Adaptionen und Einfluss auf die Popkultur
Eine Realfilm-Umsetzung der App wird von den Halfbrick Studios als ein Familienfilm in Zusammenarbeit mit Tripp Vinson und Vinson Films produziert. J.P. Lavin und Chad Damiani schreiben das Drehbuch für den Film zusammen mit New Line Cinema.
Außerdem wurde eine exklusive YouTube-Red-Serie mit dem Titel Fruit Ninja: Frenzy Force ausgestrahlt. Die CGI-Animationsserie, die von Halfbrick Studios produziert wird, folgt den Abenteuern von Seb, Niya, Peng und Ralph, die darauf trainiert sind, der Fruchtninja zu werden, der mit dem alten Durian Gray und seinen Monstern kämpfen muss.
2018 erschien das Tabletop-Brettspiel Fruit Ninja: Combo Party, das von Lucky Duck Games vertrieben wird. Zuvor wurde dafür Geld auf Kickstarter gesammelt. Auf YouTube finden sich zahlreiche Videos, wie Parodien, Animationen oder Real-Life-Umsetzungen zu dem Spiel.
Zudem erschienen mehrere Bücher, wie ein Artbook, Guides oder ein Comic, zu dem Spiel.